# Station Jaktorów
Station Jaktorów is een spoorwegstation in de Poolse plaats Jaktorów.